# .38-40 Winchester
.38-40 Winchester насправді є набоєм .40 калібру з кулями .401 калібру. Набій, розроблений за зразком їхнього набою .44-40 Winchester було представлено компанією Winchester у 1874 році. Цей набій було розроблено для гвинтівки, але після відновлення змагання Cowboy Action Shooting набій став популярним у якості револьверного набою. Він не дуже підходить для полювання на велику дичину, але був популярним після появи, як і попередній .44-40 Winchester, для полювання на оленів. Його можно успішно використовувати для полювання на малу дичину та для самозахисту. Сучасні заряди пороху розраховані для револьверів.

## Історія розробки

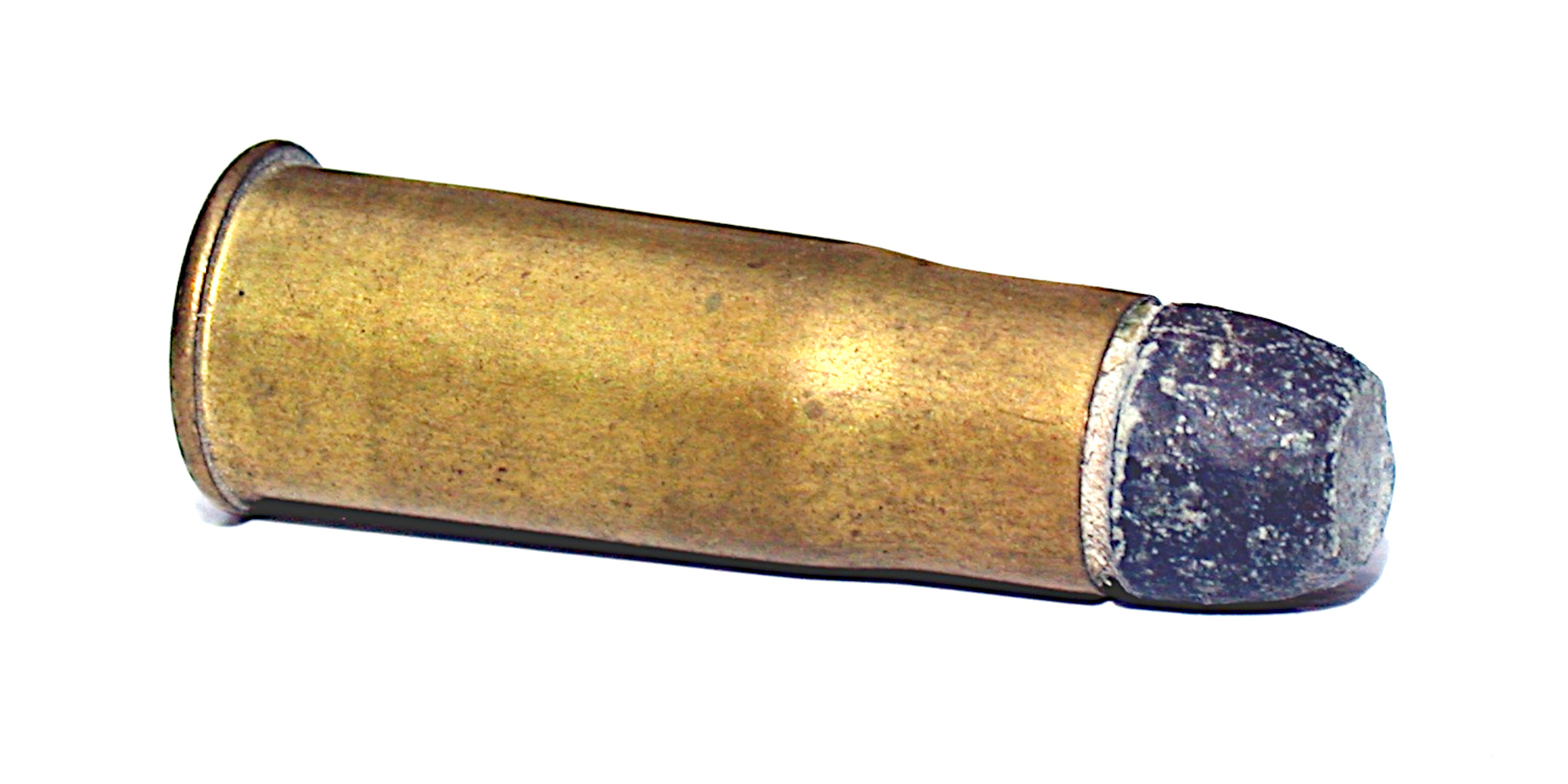
Старий зразок .38-40 Winchester.

Не зрозуміло чому було представлено цей набій, оскільки він дуже схожий на набій .44-40 на основі якого його створили. Він мав дулову енергію приблизно на 150 Дж і дулову швидкість приблизно на 34 м/с (менші за набій .44-40). Куля лише на .026 дюйми у діаметрі менша та на 1,3 г легша за оригінальну .44-40. Можливо такий набій був потрібен для зменшення віддачі при аналогічній щільності перетину кулі. Особливістю конструкції цього набою є те, що його гільза мала більше дульце ніж стандартна камора. Більшість штампів перезарядки призначені для стріляних гільз, а не для оригінальних заводських гільз.
Відновлення цікавості цим набоєм можна пояснити зростаючою популярністю ковбойських змагань та стрільби по силуетам. Під цей набій було випущено кілька револьверів одинарної дії, в тому числі Ruger Vaquero.

## Продуктивність
Хоча набій було представлено як універсальний, традиційні джерела стверджують, що набій .38-40 слабкий для полювання на оленів. За балістикою, комерційні 'ковбойські' заряди схожі на більш нові .40 S&W, які мають кулю такого самого діаметру, ваги та схожу швидкість. У продажу також є обмежена кількість 'мисливських' зарядів, які мають на 25% більшу дулову енергію ніж схожі цільові набої.

## Параметри

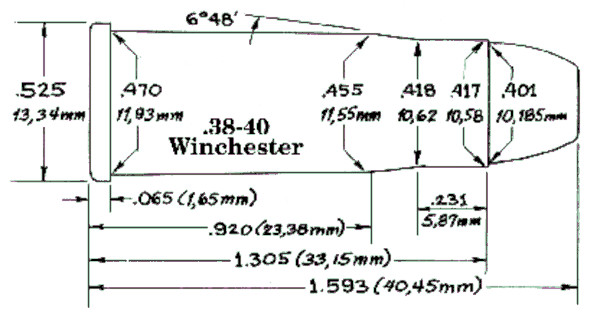

## Синоніми
- .38-40
- .38-40 WCF
- .38 CFW
- .38 WCF